# Honda EV-N
La Honda EV-N est un petit véhicule électrique conceptuel présenté par Honda au salon automobile de Tokyo 2009. Ce concept-car électrique rend hommage aux Keijidōsha Honda N360 et Honda N600 des années 1960 et 1970.
Cette voiture peut accueillir quatre personnes et dispose d'un robot unicycle U3-X dans un compartiment de la porte passager.
Entraînée par un moteur électrique, la Honda EV-N dispose de panneaux solaires électriques sur son toit.